# ツナ (アメリカ潜水艦)
ツナ (USS Tuna, SS-203) は、アメリカ海軍の潜水艦。タンバー級潜水艦の一隻。艦名はマグロ属やカツオ属など大型サバ科の総称に因み命名された。その名を持つ艦としては2隻目。

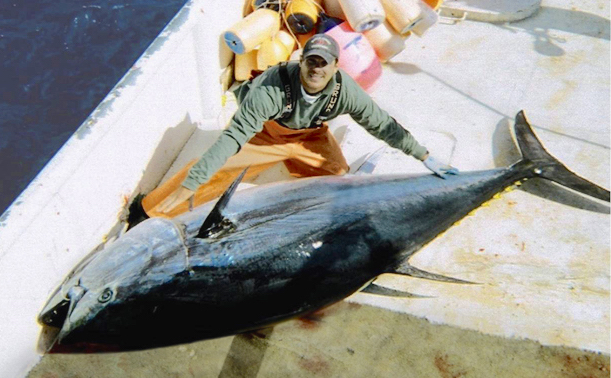
タイセイヨウクロマグロ（Atlantic Bluefin tuna）

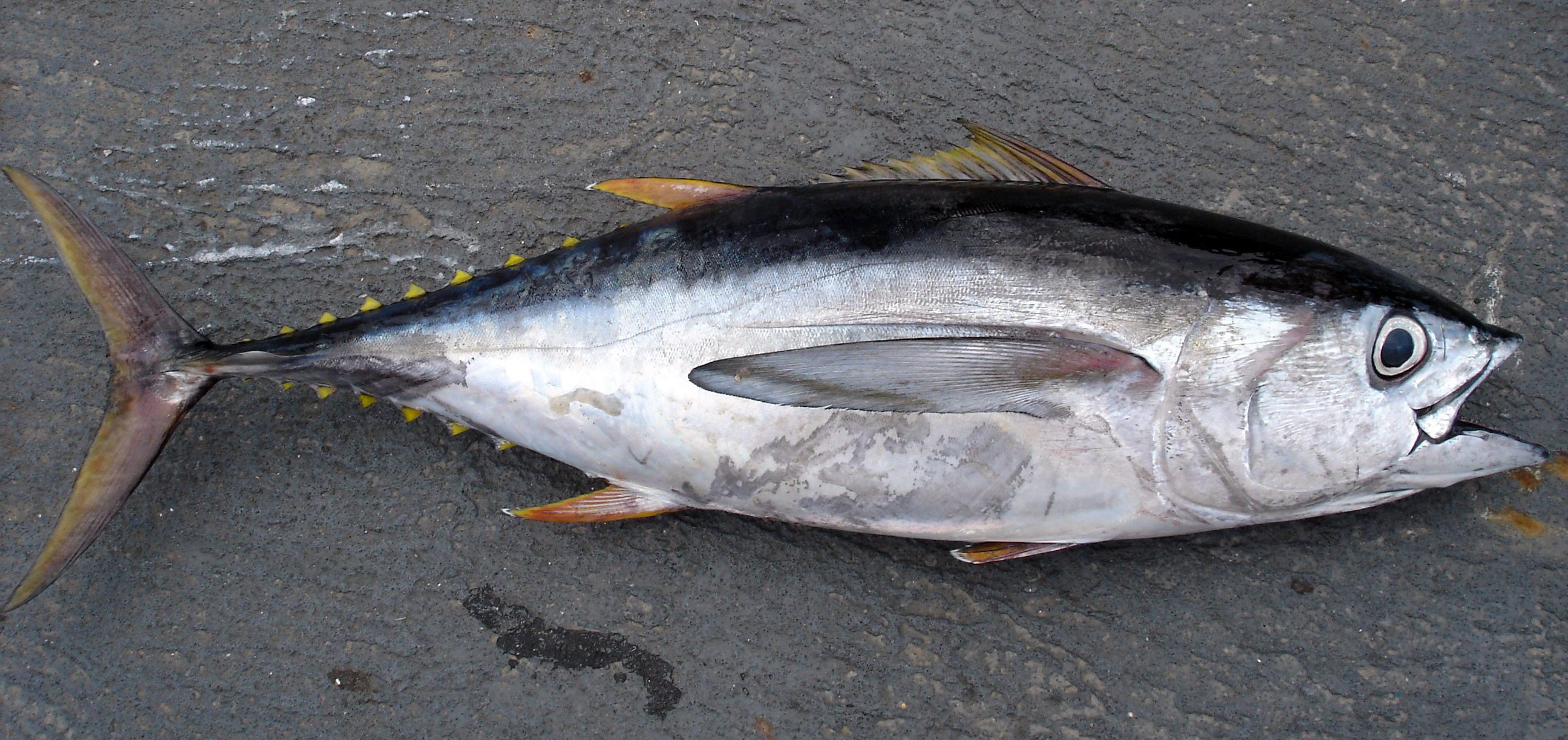
メバチ（Bigeye tuna）

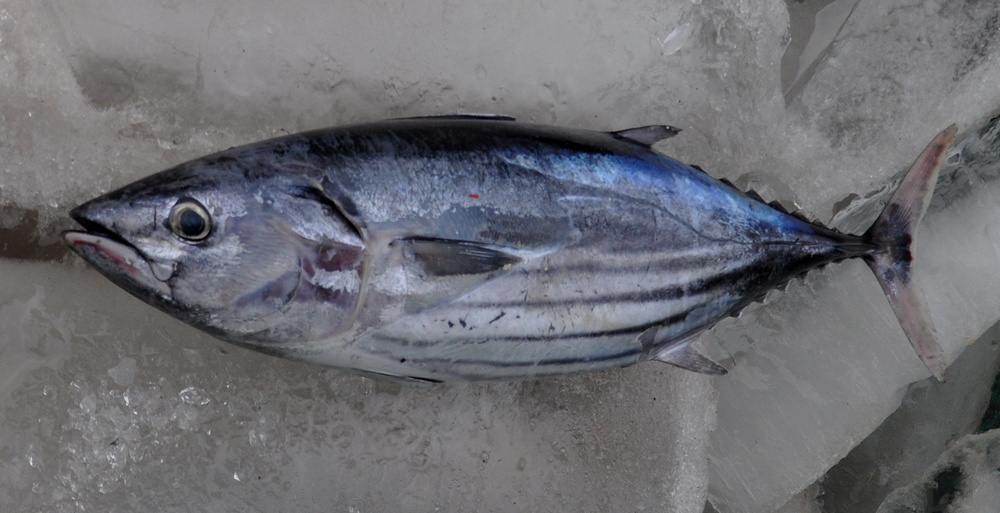
カツオ（Skipjack tuna）

## 艦歴
ツナは1939年7月19日にカリフォルニア州ヴァレーオのメア・アイランド海軍造船所で起工した。1940年10月2日にヴィルヘルム・L・フリーデル夫人によって命名、進水し、1941年1月2日に艦長ジョン・J・クレーン少佐の指揮下就役する。
ツナは1941年5月19日にカリフォルニア州サンディエゴを出航し、真珠湾へ向けて整調訓練を行う。ハワイ水域での活動で魚雷発射管が誤って調整され、この問題を解決するためメア・アイランドへ帰還する。日本軍が真珠湾攻撃を行ったとき、ツナはメア・アイランド海軍造船所の乾ドックで修理中であった。1942年1月7日、ツナはジョン・L・デター少佐（アナポリス1927年組）の指揮下、真珠湾へ向けて出航した。

### 第1、第2の哨戒 1942年1月 - 6月
1月26日、ツナは最初の哨戒で日本近海および東シナ海に向かった。3月4日、ツナは北緯32度33分 東経133度26分 / 北緯32.550度 東経133.433度の九州沖で4,000トンクラスの貨物船を発見して攻撃し、撃沈したと報じた。しかし、この哨戒では3月4日のものを含めて8度の攻撃を行ってこれ以外の戦果はなく、また唯一のこの戦果も未確認のままJANACに公認されたものの、日本側の記録に該当するものはなかった。3月21日、ツナは54日間の行動を終えて真珠湾に帰投した。
4月14日、ツナは2回目の哨戒で日本近海に向かった。4月29日、ツナは北緯29度25分 東経136度54分 / 北緯29.417度 東経136.900度の地点で特設運送船北陸丸（大阪商船、8,359トン）に対して魚雷を4本発射したものの、北陸丸は魚雷を左舷側に回避した。5月15日夜には、北緯33度34分 東経125度09分 / 北緯33.567度 東経125.150度の済州島近海で海軍徴傭船豊原丸（北日本汽船、805トン）を撃沈した。真珠湾への帰途、ミッドウェー海戦に協力し、ミッドウェー島のはるか西方海域で日本艦隊の捜索に参加した。6月16日、ツナは60日間の行動を終えて真珠湾に帰投。艦長がアーノルド・H・ホルツ少佐（アナポリス1931年組）に代わった。

### 第3、第4の哨戒 1942年7月 - 12月
7月13日、ツナは3回目の哨戒でアリューシャン列島方面に向かった。8月8日の深夜、ツナは荒天の中で日本の伊号潜水艦を発見したが、すぐに見失ってしまった。その後は、8月25日から27日にかけてダッチハーバーからアダック島クルック湾まで陸軍大佐と6名の下士官と兵を輸送し、同島の防衛に就かせた。9月5日、ツナは42日間の行動を終えて真珠湾に帰投。通常のオーバーホールを行った。
11月9日、ツナは4回目の哨戒でソロモン諸島方面に向かった。11月26日と28日には "OSAKA" と書かれた救命ボートを発見。12月12日には、南緯08度32分 東経160度04分 / 南緯8.533度 東経160.067度のニュージョージア島沖で駆逐艦に向けて魚雷を2本発射したが命中しなかった。これが、この哨戒での唯一目撃した艦船であり、戦闘行為であった。12月28日、ツナは48日間の行動を終えてブリスベンに帰投した。

### 第5、第6、第7の哨戒 1943年1月 - 6月
1943年1月18日、ツナは5回目の哨戒でソロモン諸島方面に向かった。1月24日、ツナはベララベラ島東岸海域に到着。以後、5度にわたって攻撃機会があり、16本の魚雷を発射したものの戦果は挙がらず、反撃を受けて海底でじっとしていることを繰り返した。2月11日にニューアイルランド島とブカ島の間の海域に移動。しかし、戦果が挙がらないことによる乗組員のフラストレーションはたまる一方で、ツナはさらにヴィラ・プランテーションとムンダ近海の航路に移動。しかし、ツナはこの哨戒では不運なままで、ついに戦果を挙げることはなかった。2月17日、ツナは31日間の行動を終えてブリスベンに帰投した。
3月4日、ツナは6回目の哨戒でビスマルク諸島方面に向かった。ニューアイルランド島北東端のリラ・リーフからブーゲンビル島西方を哨戒したのち、アドミラルティ諸島のマヌス島とムッソウ島を結ぶ海域に移動した。3月29日午後遅く、ツナはマヌス島近海で、ラバウルからパラオに向かう、2隻の駆潜艇と2機の哨戒機を護衛につけた6隻の輸送船団を発見。夜通しで追跡したのち、3月30日朝に南緯00度35分 東経147度55分 / 南緯0.583度 東経147.917度の地点で陸軍輸送船黒姫丸（黒姫汽船、4,697トン）に対し魚雷を3本発射。うち2本が命中して黒姫丸を撃沈した。4月4日に従来海域の北西に移動したが、攻撃機会はなかった。4月20日、ツナは47日間の行動を終えてブリスベンに帰投した。
5月12日、ツナは7回目の哨戒で北部ニューギニア方面に向かった。5月19日、ツナは日本の潜水艦に魚雷を1本発射されたが、何事もなく終わった。6月17日から18日にかけては、ワクデ島に対して艦砲射撃を実施しようと同島に接近したものの、駆潜艇が警戒しており攻撃計画は変更された。6月28日、ツナは47日間の行動を終えてブリスベンに帰投した。

### 第8、第9の哨戒 1943年7月 - 1944年1月
7月27日、ツナは8回目の哨戒でニューギニア方面に向かった。しかし、7月29日夕刻に南緯08度32分 東経152度07分 / 南緯8.533度 東経152.117度のウッドラーク島近海を航行中、オーストラリア空軍の爆撃機がツナに対して爆弾3発を投下。損害は意外と大きく、司令塔のほか電池や潜望鏡が損傷。ツナはブリスベンに引き返し、17日間に及ぶ大規模な修理を受けることとなった。8月21日、ツナは改めて8回目の哨戒で南シナ海に向かった。トレス海峡を抜け、バンダ海、フローレス海を通過してティモール島近海に到達した。8月31日と9月23日の2度にわたって攻撃機会があったものの、結果的に実を結ばなかった。10月14日、ツナは54日間の行動を終えてフリーマントルに帰投。潜水母艦ペリアス (USS Pelias, AS-14) による整備を受けた。艦長がジェームス・T・ハーディン少佐（アナポリス1929年組）に代わった。
11月7日、ツナは9回目の哨戒でフローレス海およびジャワ海方面に向かった。モルッカ海峡を通過後、11月14日にサンベルゲラップ島にエージェントを上陸させた。11月21日、ツナはスコールの中で貨物船に対し魚雷を4本発射。うち1本が命中したように見えた。12月12日、ツナは北緯02度45分 東経127度00分 / 北緯2.750度 東経127.000度の地点でマニラからハルマヘラ島に向かう輸送船団を発見。8時47分に海軍徴傭船東星丸（山下汽船、5,484トン）に対して魚雷を3本発射。うち1本が東星丸の機関部に命中し、東星丸はハルマヘラ島カウに曳航されたが、最終的に廃棄された。1944年1月1日、ツナは56日間の行動を終えて真珠湾に帰投。オーバーホールのためハンターズ・ポイント海軍造船所に回航され、作業は4月6日に終了した。

### 第10、第11の哨戒 1944年4月 - 9月
4月24日、ツナは10回目の哨戒でパラオ方面に向かった。5月4日、ツナは機密資料を積んでウェーク島の方角に向かう特設監視艇但馬丸（兵庫県、89トン）を発見。20ミリ機銃で射撃すると、但馬丸が反撃してきた。ツナは備砲で但馬丸を砲撃し、10分後に撃沈した。海上に機密資料と日本人乗組員が散乱し、ツナはそれらを拾い上げる作業を行った。そこにハダック (USS Haddock, SS-231) が合流し、ツナは30通ほどの機密資料を捕獲した他、3名を捕虜にして、そのうちの1人はのちに死亡した。ハダックも2名を捕虜にした。5月14日にはファイス島のリン酸塩生産施設に対して24発の砲弾を撃ち込んだ。6月21日、ツナは56日間の行動を終えてマジュロに帰投した。
7月15日、ツナは11回目の哨戒で日本近海に向かった。四国と九州の中間で哨戒をしていたが、レーダーの調子が思わしくなく、回復してからも、しばしば日本の対潜艦艇によって制圧され、結果的にこの哨戒で戦果を挙げることはなかった。9月5日、ツナは51日間の行動を終えて真珠湾に帰投。艦長がエドワード・F・ステファニデス・ジュニア少佐（アナポリス1931年組）に代わった。

### 第12、第13の哨戒 1944年10月 - 1945年3月
10月8日、ツナは12回目の哨戒でハダック、ハリバット (USS Halibut, SS-232) とウルフパック "Roach's Raiders" を組んでルソン海峡方面に向かった。10月19日にサイパン島に寄港して、補給の後10月21日に出港。10月24日から25日にかけてのレイテ沖海戦では、小沢治三郎中将率いる機動部隊に対する哨戒を実施。ツナは10月25日の夜に、砲撃による閃光を目撃した。10月31日から11月1日のかけての夜、北緯18度42分 東経114度31分 / 北緯18.700度 東経114.517度の地点で大型貨物船に対して魚雷を4本発射したが、命中しなかった。11月14日には、輸送船団を攻撃したハリバットが大破して戦線離脱した。12月2日、ツナは52日間の行動を終えてサイパン島に帰投。しばらくしてブリスベンに回航された。
1945年1月6日、ツナは13回目の哨戒で南シナ海に向かった。1月15日にダーウィンに寄港。1月28日から30日まで、ツナはボルネオ島北東沿岸の適当な海岸でエージェントとの会合が試みられたが、敵の活動が活発であったため、ツナは会合をあきらめた。2月3日、ツナは近在のバーベル (USS Barbel, SS-316) から「敵機の爆雷攻撃を3回受けており、翌日の夜に詳細を報告する」との通信を受信。その後バーベルが消息を絶ったため、ツナはその会合のため、2月7日を期限としてバーベルとの会合が試みられたが、バーベルは2月4日に爆撃を受けて沈没しており、結局会合できなかった。3月2日から3月4日にかけては、ボルネオ島ラブク湾に人員と4,400ポンドの物資を陸揚げした。この哨戒の間にツナは敵は哨戒艇としか接触せず、ほかはサンパンを見たのみであった。3月13日、ツナは64日間の行動を終えてフリーマントルに帰投。これがツナの最後の哨戒となった。

### 練習艦・戦後
ツナはその後、フリーマントルを拠点として作戦支援活動および訓練に従事したあと、4月13日にレイテ島に向けて出航する。ツナはスービック湾およびサイパン島に寄港し、終戦後の9月5日に真珠湾に帰還。続いて本国へ向かい、9月14日にサンフランシスコに到着した。その後、パナマ運河を通過して東海岸へ移動後、ツナは予備役艦隊で現役任務を継続し、試験のためにポーツマスに送られた他の潜水艦の安全保障及び整備の補助を担当した。ツナは予備役艦隊ニューロンドングループ、第16潜水艦隊162部隊に所属して任務を行った。
1946年、ツナはビキニ環礁で行われる原爆実験クロスロード作戦の目標艦に選定された。パナマ運河を再び通過し1946年3月2日に真珠湾に到着。ツナは第1統合任務部隊に合流した。スキップジャック (USS Skipjack, SS-184)、スケート (USS Skate, SS-305)、シーレイヴン (USS Searaven, SS-196) とともにツナは1946年5月21日に真珠湾を出航する。
9日後ビキニ環礁へ到着し、ツナは場所を所定され、環礁の中に停泊した。最初の原子爆弾エイブル（ABLE）は1946年7月1日に爆発し、2発目のベーカー（BAKER）は7月25日に水中で爆発した。ツナは表面的な損傷を受けただけで、クェゼリン環礁を1946年8月22日に離れ、真珠湾経由で西海岸へ向かう。9月5日にツナはハワイ水域に到着し、潜水艦基地に停泊する。1946年10月7日に西海岸へ向けて出航し、ツナは一週間後メア・アイランド海軍造船所に到着、所謂「第19艦隊」に所属した。1946年12月11日に退役が予定されたツナは放射線学の研究ユニットとして維持され、メア・アイランドで放射線、構造研究が行われた。保存作業は行われず、予定通り12月11日に退役した。
1948年9月20日、ツナは艦隊航洋曳船テケスタ (USS Tekesta, AT-93) に曳航されメア・アイランド海軍造船所を出航、「最後の哨戒」に出る。9月24日、ツナは西海岸沖合2,121メートルの深海に沈められ、10月21日に除籍された。
ツナは第二次世界大戦の戦功で7個の従軍星章を受章した。